# Sassandra
Sassandra – miasto w Wybrzeżu Kości Słoniowej, w dystrykcie Bas-Sassandra, w regionie Gbôklé, w departamencie Sassandra. Miasto leży nad Oceanem Atlantyckim.
W mieście rozwinął się przemysł drzewny oraz chemiczny.